# Manfred Draheim

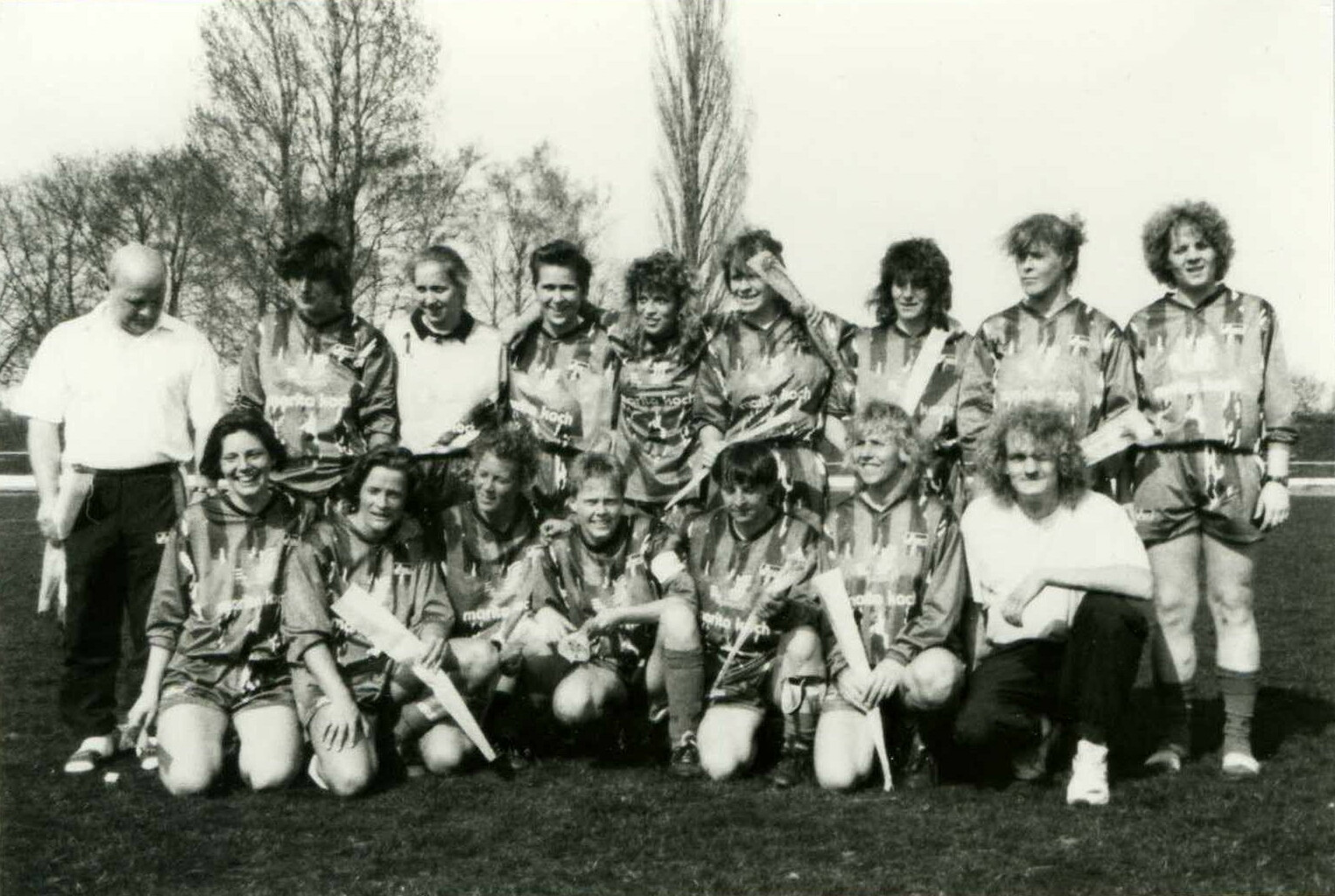
Manfred Draheim 1. v. l. (stehend) und Mitspielerinnen des Polizei SV Rostock im April 1995

Manfred Draheim (* 24. Oktober 1952 in Rostock, DDR) ist ein deutscher Fußballtrainer.
Draheim trainierte seit 1985 als Nachfolger von Jupp Pilz die Frauen der BSG Post Rostock und wurde mit dem Verein 1990 letzter DDR-Meister und DDR-Pokalsieger.
In der Saison 1991/92 und 1992/93 gehörte er mit dem Team dem F.C. Hansa Rostock an. 1994/95 führte er die umbenannte Damenmannschaft (nun: PSV Rostock) aus der Regionalliga Nordost in die Frauen-Bundesliga, aus der man nach einem Jahr wieder abstieg. Draheim selbst war nach dem dritten Spieltag der Bundesliga-Saison 1995/96 wegen Erfolglosigkeit entlassen worden, wobei es auch den nachfolgenden Trainern Axel Schulz und Uwe Bloch nicht gelang, das Team in der Liga zu halten.
2000 erreichte die Mannschaft mit dem mittlerweile zurückgewonnenen Trainer Draheim den dritten Platz in der Landesliga.
Der gelernte Elektromechaniker, der zu DDR-Zeiten bei der VEB Schiffselektronik Rostock arbeitete, ist verheiratet und hat zwei Kinder.